# Additivi per materie plastiche
Gli additivi per materie plastiche sono rappresentati da diverse famiglie di prodotti chimici a base di diversi composti organici o inorganici che conferiscono determinate caratteristiche chimico-fisiche durante il processo di trasformazione della resina (polimero) in semilavorato (granulo) e/o in manufatto. 

## Classificazione
Tra i più importanti additivi ricordiamo:
- le sostanze rinforzanti: migliorano la resistenza meccanica di molti manufatti plastici. Si tratta di riempitivi di varia natura usati sotto forma di fibra come il vetro.
- le cariche inerti: servono come riempitivo con lo scopo di ridurre i costi di produzione. In qualche caso possono migliorare talune caratteristiche del materiale.
- i plastificanti: addizionati ad una resina rigida la trasformano in un materiale elastico dotato di flessibilità e relativa morbidezza.
- i lubrificanti: hanno la funzione di migliorare la lavorabilità dei polimeri soprattutto per quanto concerne le operazioni di formatura a caldo (estrusione, stampaggio, ecc.)
- i pigmenti e i coloranti: esplicano una funzione estetica.
- gli agenti rigonfianti o porofori: usati per la produzione di materiale espanso.
- gli stabilizzanti: migliorano la resistenza delle resine alle radiazioni luminose, al calore, alla ossidazione, ecc., fattori che esplicano o azioni di degradazione della molecola del polimero o alterazione chimica vera e propria.
- gli induttori: aumentano la velocità delle reazioni che portano al consolidamento ed indurimento del prodotto.
- gli inibitori: rallentano la reazione di polimerizzazione.